# کوواچیتسه
کوواچیتسه (به صربی: Kovačice) یک منطقهٔ مسکونی در صربستان است که در ناحیه کولوبارا واقع شده است. کوواچیتسه ۲۰۳ نفر جمعیت دارد.